# Utkání hvězd české extraligy 1996
Utkání hvězd české extraligy 1996 se uskutečnilo 21. ledna roku 1996 ve Frýdku Místku, kde se hvězdy představily poprvé. Tým Východu, složený z hráčů působících na Moravě, tehdy porazil své protihráče ze západní poloviny republiky těsně 10:9. V zahajovacích pěticích se tehdy objevili takoví velikáni našeho hokeje jako „zlatí hoši“ z Nagana ve složení : Vladimír Růžička, Martin Procházka, Pavel Patera, Roman Čechmánek, Jiří Dopita, Jaroslav Špaček a Libor Procházka, ale i jiní slavní hráči jako Otakar Vejvoda a Viktor Ujčík.

## Soupisky
| Brankáři | Roman Čechmánek     | HC Petra Vsetín     |
|          | Jaroslav Kameš      | AC ZPS Zlín         |
| Obránci  | Antonín Stavjaňa    | HC Petra Vsetín     |
|          | Jiří Veber          | HC Petra Vsetín     |
|          | Radim Tesařík       | AC ZPS Zlín         |
|          | Jiří Látal          | HC Olomouc          |
|          | Jaromír Látal       | HC Olomouc          |
|          | Leo Gudas           | HC Kometa BVV Brno  |
|          | Roman Kaňkovský     | HC Dukla Jihlava    |
|          | Aleš Tomášek        | HC Vítkovice        |
| Útočníci | Tomáš Sršeň         | HC Petra Vsetín     |
|          | Jiří Dopita         | HC Petra Vsetín     |
|          | Roman Meluzín       | AC ZPS Zlín         |
|          | Vladimír Vůjtek ml. | HC Vítkovice        |
|          | Rostislav Vlach     | HC Petra Vsetín     |
|          | Roman Kaděra        | HC Železárny Třinec |
|          | Roman Ryšánek       | HC Vítkovice        |
|          | Petr Kaňkovský      | HC Dukla Jihlava    |
|          | Jiří Poukar         | HC Dukla Jihlava    |
|          | David Bruk          | AC ZPS Zlín         |
|          | Richard Král        | HC Železárny Třinec |
|          | Zbyněk Mařák        | HC Petra Vsetín     |
| Trenéři  | Horst Valášek       |                     |
|          | Vladimír Vůjtek st. |                     |

| Brankáři | Oldřich Svoboda  | HC České Budějovice         |
|          | Ivo Čapek        | HC Sparta Praha             |
| Obránci  | Jiří Vykoukal    | HC Sparta Praha             |
|          | Václav Burda     | HC Sparta Praha             |
|          | Libor Procházka  | HC Poldi Kladno             |
|          | Miloslav Hořava  | HC Slavia Praha             |
|          | Jaroslav Špaček  | HC ZKZ Plzeň                |
|          | Libor Zábranský  | HC České Budějovice         |
|          | Nordmunds Sejejs | HC Chemopetrol Litvínov     |
|          | Angel Nikolov    | HC Chemopetrol Litvínov     |
| Útočníci | Otakar Vejvoda   | HC Poldi Kladno             |
|          | Pavel Patera     | HC Poldi Kladno             |
|          | Martin Procházka | HC Poldi Kladno             |
|          | Andrej Potajčuk  | HC Sparta Praha             |
|          | Vladimír Růžička | HC České Budějovice         |
|          | Radek Bělohlav   | HC České Budějovice         |
|          | David Pospíšil   | HC IPB Pojišťovna Pardubice |
|          | Jan Alinč        | HC Chemopetrol Litvínov     |
|          | Tomáš Jelínek    | HC ZKZ Plzeň                |
|          | Viktor Ujčík     | HC Slavia Praha             |
|          | Radek Ťoupal     | HC České Budějovice         |
|          | Ladislav Lubina  | HC IPB Pojišťovna Pardubice |
| Trenéři  | Jan Neliba       |                             |
|          | Vladimír Caldr   |                             |

## Souhrn zápasu
Východ (Morava) – Západ (Čechy): 10:9 (2:1, 2:4, 6:4)
21. ledna 1996 – Frýdek Místek

Branky: 3' Poukar, 17' Ryšánek, 28' Vlach, 37' Sršeň, 42' Vlach, 43' Bruk, 46' Jiří Látal, 50' Tesařík, 53' Dopita, 54' Dopita – 13' M. Procházka, 22' Vejvoda, 24' Pospíšil, 37' Ujčík, 40' Pospíšil, 44' Vykoukal, 44' Zábranský, 45' Vejvoda, 55' Růžička.

Rozhodčí: Rejthar, Brázdil, Halas

Diváků: 6000

## Individuální soutěže
| Disciplína:                       | Hráč (km/h, čas):             | Klub:               |
| Soutěž o tvrdost střelby          | Libor Zábranský (153,19 km/h) | HC České Budějovice |
| Soutěž o nejrychlejšího bruslaře  | Andrej Potajčuk (14,79 s)     | HC Sparta Praha     |
| Soutěž brankářů – štafeta nájezdů | Roman Čechmánek               | HC Petra Vsetín     |